# Miasta Anguilli
Według danych oficjalnych pochodzących z 2011 roku Anguilla (brytyjskie terytorium zamorskie) posiadała ponad 10 miejscowości o ludności przekraczającej 200 mieszkańców. Stolica kraju The Valley znajduje się na czwartym miejscu; jedynie North Side, South Hill, Stoney Ground i stolica liczyli ponad 1 tys. mieszkańców; reszta miejscowości poniżej 1 tys. mieszkańców.

## Największe miejscowości na Anguilli
Największe miejscowości na Anguilli według liczebności mieszkańców (stan na 11.05.2011):
| L.p. | Miasto         | Dystrykt       | Liczba ludności |
| ---- | -------------- | -------------- | --------------- |
| 1.   | North Side     | North Side     | 1 980           |
| 2.   | South Hill     | South Hill     | 1 722           |
| 3.   | Stoney Ground  | Stoney Ground  | 1 549           |
| 4.   | The Valley     | The Valley     | 1 067           |
| 5.   | Island Harbour | Island Harbour | 988             |

## Alfabetyczna lista miejscowości na Anguilli
Spis miejscowości Anguilli:
- Blowing Point
- East End
- George Hill
- Island Harbour
- North Hill
- North Side
- Sandy Ground
- Sandy Hill
- South Hill
- Stoney Ground
- The Farrington
- The Quarter
- The Valley
- West End